# Lavegadas
Lavegadas é uma freguesia portuguesa do município de Vila Nova de Poiares, com 11,26 km² de área e 174 habitantes (censo de 2021). A sua densidade populacional é 15,5 hab./km².
É a Freguesia mais pequena e menos populosa do município de Vila Nova de Poiares. Resulta de uma desanexação da Freguesia de São Miguel de Poiares à qual se veio juntar a povoação da Moura Morta em 1898 - embora já lhe pertencesse. para fins eclesiásticos, desde o século XVIII.

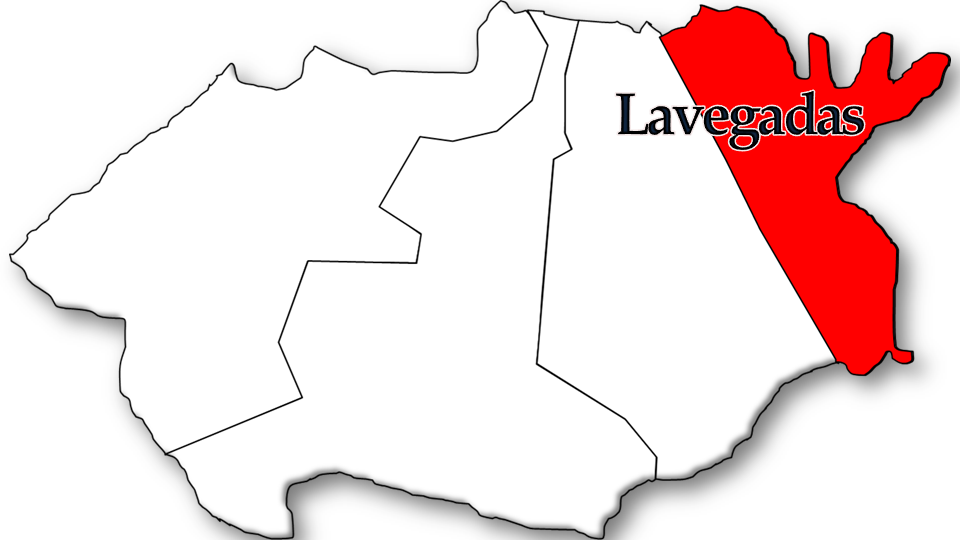
Localização no município de Vila Nova de Poiares

A freguesia de Lavegadas fica a nascente do município de Vila Nova de Poiares, tem a sua sede na aldeia da Igreja Nova e dista de Coimbra cerca de 30 km.

## Demografia
A população registada nos censos foi:
| Distribuição da População por Grupos Etários | Distribuição da População por Grupos Etários | Distribuição da População por Grupos Etários | Distribuição da População por Grupos Etários | Distribuição da População por Grupos Etários |
| -------------------------------------------- | -------------------------------------------- | -------------------------------------------- | -------------------------------------------- | -------------------------------------------- |
| Ano                                          | 0-14 Anos                                    | 15-24 Anos                                   | 25-64 Anos                                   | > 65 Anos                                    |
| 2001                                         | 31                                           | 41                                           | 114                                          | 63                                           |
| 2011                                         | 16                                           | 16                                           | 105                                          | 67                                           |
| 2021                                         | 13                                           | 12                                           | 84                                           | 65                                           |

## Património
- Igreja Matriz de São José
- Capela de Santo António
- Capela do Espírito Santo
- Capela de São Inácio
- Capela de São Pedro
- Capela de Mucela

## Lugares
São sete as aldeias na freguesia, a saber:
- Barreiro
- Cabeça do Pardo
- Igreja Nova
- Moura Morta
- Mucela
- Sabouga
- São Pedro Dias